# 馬伊內索羅阿省
13°12′41″N 12°01′26″E / 13.21139°N 12.02389°E

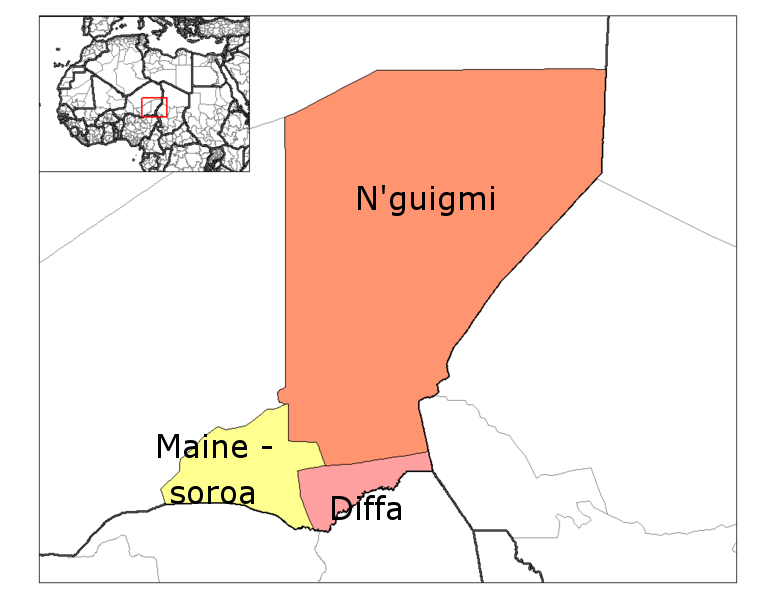

馬伊內索羅阿省（法語：Maïné-Soroa），是尼日爾的省份，位於該國東南部，由迪法大區負責管轄，東北面是恩吉格米省，面積16,338平方公里，2011年人口202,534，人口密度每平方公里12人。